# La Plaine-des-Palmistes
La Plaine-des-Palmistes,  es una comuna francesa situada en el departamento de Reunión, de la región de Reunión. 
El gentilicio francés de sus habitantes es Palmiplainois.

## Situación
La comuna está situada en el centro de la isla de Reunión.

## Demografía
| Gráfica de evolución demográfica de La Plaine-des-Palmistes entre 1961 y 2013 |
|                                                                               |

Fuente: Insee

## Comunas limítrofes
| Noroeste: Saint-Benoît | Norte: Saint-Benoît | Noreste: Saint-Benoît |
| Oeste: Le Tampon       |                     | Este: Sainte-Rose     |
| Suroeste: Le Tampon    | Sur: Le Tampon      | Sureste: Sainte-Rose  |